# Anna Jagodzińska
Anna Maria Jagodzińska (ur. 12 września 1987 w Sierpcu) – polska supermodelka pracująca w Stanach Zjednoczonych. Pierwsza Polka na okładce amerykańskiej edycji magazynu „Vogue”.

## Kariera
Karierę zaczynała w warszawskiej agencji Moda Forte po wygraniu konkursu organizowanego przez jedną z gazet młodzieżowych. Później przeniosła się do agencji New Age Models. Zadebiutowała w lutym 2003 na pokazie marki Pringle of Scotland w Mediolanie. Występowała na wybiegach m.in. Roberto Cavalli, Givenchy, Louis Vuitton, Pollini czy Max Mary. Wystąpiła w kampaniach domów mody: H&M, Moschino, DKNY, Reserved, Pollini, Patizia Pepe, French, Max Azria, Ferré, Jeans Couture, iBlues, Pinko czy CK.
Jest pierwszą Polką, która pojawiła się na okładce amerykańskiego wydania magazynu „Vogue” (2009). Znalazła się także na okładkach niemieckiego (2006), australijskiego i włoskiego wydania czasopisma. W Polsce jej zdjęcia publikowane były na okładkach: „Twojego Stylu”, „Glamour”, „Harper’s Bazaar” oraz „Pani”.
W latach 2015–2018 była właścicielką dwóch restauracji Think Love Juices&Vegan Food w Warszawie i Wrocławiu.  
W 2019 brała udział w programie Dancing with the Stars. Taniec z gwiazdami oraz prowadziła wraz z Tomaszem Ossolińskim program Stylowy Projekt w TVN Style. 

## Agencje
- Stany Zjednoczone WomenNY Nowy Jork
- Francja Elite Paryż
- Hiszpania Uno Barcelona
- Dania 2pm Kopenhaga
- Niemcy MODELWERK Hamburg
- Niemcy VIVA Berlin Berlin
- Wielka Brytania Next Londyn
- Włochy Elite Model Management Mediolan
- Holandia Ulla Amsterdam
- Polska Avant Models Polska